# Archips machlopis
Archips machlopis – gatunek małych motyli z rodziny zwójkowatych (Tortricidae).

## Występowanie
Gatunek występuje w Azji, od Pakistanu do północnego Wietnamu, Jiangxi i zachodniej Malezji oraz na Sumatrze i Jawie. Nieobecny na Borneo i Filipinach. 

## Morfologia
Rozpiętość skrzydeł samca wynosi od 16 do 20 mm, samicy od 18 do 22 mm. Skrzydła przednie brązowo-kremowe, tylne szarawe z żółtymi wierzchołkami.

## Biologia
Roślinami żywicielskimi są glorioza wspaniała, lucerna, Cedrela toonica, szczaw, cytrus, wierzba, liczi chińskie i herbata chińska. Gąsienice są polifagiczne. 